# Wierność (film 2000)
Wierność (fr. La fidélité) – francuski film fabularny z 2000 roku w reżyserii Andrzeja Żuławskiego.

## Fabuła
Utalentowana kanadyjska fotografka (Clélia) pracująca dla paryskiego tabloidu, poznaje dużo starszego od siebie Cleve’a, wydawcę książek dla dzieci i wkrótce wychodzi za niego za mąż. Pozostaje wierna mężowi wbrew uczuciu jakim darzy atrakcyjnego fotografika (Némo).
Film jest swobodną, ulokowaną współcześnie, adaptacją powieści Księżna de Clèves, barokowej pisarki Marie de Lafayette.

## Obsada
- Sophie Marceau – Clélia
- Pascal Gréggory – Cleve
- Guillaume Canet – Némo
- Magali Noël – Matka Clélii
- Michel Subor – MacRoi
- Marc François – Saint-André
- Edith Scob – Diane
- Marina Hands – Julia
- Manuel Lelievre – Jean
- Aurélien Recoing – Bernard
- Jean-Charles Dumay – Antoine
- Guy Tréjan – Julien Cleve
- Edéa Darcque – Ina
- Julie Brochen – Genievre
- Armande Altai – pani MacRoi
- William Mesguich – David
- Cécile Richard – Séléna
- Bruno López
- Isabelle Malin
- Alain Guillo
- Olivier Bony
- Philippe Dormoy
- Guy-Pierre Bennet
- Lionel Brémond
- Pascal Tokatlian
- Thomas Marty
- Françoise Geier
- Johann Meunier
- Alice Carel
- André Valardy
- Chantal Pelliconi
- Stanislas Januskiewicz
- Xawery Żuławski
- Sylvain Maury
- Oury Milshtein

## Nagrody
- Na festiwalu w Cabourgu w 2000 roku dla Sophie Marceau (najlepsza aktorka) i dla Andrzeja Żuławskiego za najlepszy film.